# Nasa venezuelensis
Nasa venezuelensis är en brännreveväxtart som först beskrevs av Julian Alfred Steyermark, och fick sitt nu gällande namn av Weigend. Nasa venezuelensis ingår i släktet färgkronor, och familjen brännreveväxter. Inga underarter finns listade i Catalogue of Life.